# 反田恭平
反田恭平（そりた きょうへい；1994年9月1日—）是一位日本古典樂鋼琴家、指揮家。2021年，他在第十八屆國際蕭邦鋼琴比賽中獲得第二名，這是自1970年內田光子以來，日本鋼琴家在這項比賽中獲得的最高獎項。

## 生平
反田恭平目前在華沙蕭邦音樂大學師從彼得·帕萊奇內（Piotr Paleczny）。先前他曾在莫斯科音樂學院跟隨米哈伊尔·沃斯克列先斯基（Mikhail Voskresensky）學習。他作為獨奏家與柏林德意志交響樂團、馬林斯基劇院管弦樂團、RAI國家交響樂團、NHK交響樂團、華沙國家愛樂樂團等樂團合作，並與俄羅斯國家交響樂團一起在日本五座城市進行巡迴演出。他曾為Denon Records等唱片公司錄製唱片。
2019年，他創立了MLM國家管弦樂團，目前被稱為日本國家管弦樂團，是一個由17名成員組成的室內樂團。
2023年1月1日，他宣布與小林愛實結婚，並宣布小林愛實懷孕，兩人從小時候就認識。